# 团花藻属
团花藻属（学名：Appertiella）是水鳖科的一个属，是种水生植物，于1982年被描述为一个属。该属只有一个已知的物种，即团花藻（Appertiella hexandra），是马达加斯加的特有种。